# Ljusnarsbergs församling
Ljusnarsbergs församling är en församling i Bergslagens kontrakt, Västerås stift. Församlingen omfattar hela Ljusnarsbergs kommun och utgör ett eget pastorat. 

## Administrativ historik
Församlingen bildades 1624 genom en utbrytning ur Linde församling under namnet Nya Kopparbergs församling som namnändrades 1927 till det nuvarande (som även använts tidigare).
Enligt beslut den 31 december 1891 bildades i norra delen av Ljusnarsbergs församling och södra delen av Grangärde församling ett kapellag benämnt Grängesberg-Hörken. Grängesbergs kyrka invigdes 1892 och kapellpredikanten, som skulle bo i Grängesberg, inträdde i tjänst den 1 juni 1892. Kapellpredikanten ansvarade för kyrkobokföringen i hela kapellaget.
Enligt beslut den 29 juli 1904 delades Grängesberg-Hörkens kapellag upp på två kapellförsamlingar, benämnda Grängesberg (av delen av kapellaget som låg i Grangärde) och Hörken (av delen av kapellaget som låg i Ljusnarsberg). Under 1920-talet indrogs Hörkens status som kapellförsamling genom en ny löneregleringsresolution. Fortsatt skulle en komminister vara bosatt i Hörken och denne hade som uppdrag att biträda kyrkoherden med kyrkobokföringen av norra delen av Ljusnarsbergs församling.
Församlingen var mellan 1927 (inofficiellt; officiellt 1 januari 1951) och 1 juli 1991 uppdelad i två kyrkobokföringsdistrikt: Ljusnarsberg (182201 för delen i Ljusnarsbergs landskommun och 186400 för delen i Kopparbergs köping, från 1962 186401) och Hörken (182202, från 1962 186402).

### Pastorat
- 1624 till 1635: Annexförsamling i pastoratet Lindesberg och Nya Kopparberg (Ljusnarsberg).
- 1635 till 1904: Församlingen utgjorde ett eget pastorat.
- 1904 till 1927: Moderförsamling i pastoratet Ljusnarsberg och Hörken.
- Från 1927: Församlingen utgör ett eget pastorat.[6]

## Organister
| Verksam   | Namn                    | Levnadstid | Övrigt                 |
| --------- | ----------------------- | ---------- | ---------------------- |
| 1695      | Erik Trana              |            |                        |
| 1696-1727 | Carl JS Ramsell         | -1731      |                        |
| 1728-1733 | Johan Knistedt          | 1671-1733  |                        |
| 1733-1738 | Matthias Scherling      | -1745      |                        |
| 1745-1804 | Gabriel Marelius        | 1719-1804  |                        |
| 1805-1809 | Johan Marelius          | 1755-1809  |                        |
| 1810-1828 | Pehr Styrlund           | 1784-1828  |                        |
| 1821      | Johan Gabriel Wahlström |            | Vice organist.         |
| 1824-1829 | J. G. Arnqvist          |            | Vikarierande organist. |
| 1828-1840 | Per Adolf Solfeldt      | 1804-      |                        |
| 1940-1842 | Carl Johan Hellström    | 1819-      |                        |
| 1842-1864 | Gustaf Nederdahl        | 1810-1867  |                        |
| 1864-1895 | Per Albrekt Palmér      | 1839-1914  |                        |
| 1894-1895 | John Gustaf Carlstedt   | 1872-1895  |                        |
| 1895-1936 | Axel Elving Fahlin      | 1870-1936  |                        |
| 1936-1938 | Carl Jansson            | 1877-      |                        |
| 1938-1955 | Gunnar Thyrestam        | 1900-      |                        |
|           | Solveig Lindqvist       | 1937-      | Vikarierande organist. |
|           | Ulla Ahlberg            | 1929-      |                        |
| 1963–1964 | Carl Oskar Boström      | 1906–      | [ 8 ]                  |

## Kyrkor
- Ljusnarsbergs kyrka
- Hörkens kyrka